# Ródinske
Ródinske (en ucraniano: Родинське, romanizado: Ródynske; en ruso: Родинское, romanizado: Ródinskoye) es una ciudad ucraniana perteneciente al óblast de Donetsk. Situada en el este del país, es parte del raión de Pokrovsk y centro del municipio (hromada) homónimo.

## Geografía
Ródinske se encuentra 21 km al norte de Dobropilia y a unos 60 km al noroeste de Donetsk.  

## Historia
Los nombres antiguos de la ciudad moderna de Ródinske son el asentamiento de la mina Ródinska Nº 2, e incluso antes, el asentamiento combinado de la mina Ródinska Nº 2, Krasnolimanska y Zaporizka. Los trabajos exploratorios para el establecimiento de la mina Rodynska Nº 2 comenzaron en 1947 y en 1949 se inició directamente su construcción.
Ródinske fue fundada en 1950 para albergar a los trabajadores de las de minas de carbón. En 1962 Ródinske recibió el estatus de ciudad.
Hasta 2020, Ródinske fue parte del área municipal de Pokrovsk pero desde entonces fue incorporada al raión de Pokrovsk.

## Demografía
La evolución de la población de Ródinske entre 1959 y 2022 fue la siguiente:
| 11 863                                                        | 16 651 | 15 112 | 15 212 | 10 867 | 20 224 | 10 641 | 19 677 | 18 782 | 9850 |
| (Fuente: Cities & Towns of Ukraine y UKRAINE: Größere Städte) |        |        |        |        |        |        |        |        |      |

Según el censo de 2001, la lengua materna de la mayoría de los habitantes, el 75,9%, es el ruso; del 23,2% es el ucraniano.

## Economía
La extracción de carbón se produce principalmente en las minas Rodinskaya y Krasnolimanskaya.

## Infraestructura

### Transporte
Ródinske se encuentra en la carretera territorial T-05-15, que la une con Oleksandrivka.